# Ecuațiile lui Euler (dinamica fluidelor)
În dinamica fluidelor, ecuațiile lui Euler constituie un sistem de ecuații ce descriu mișcarea fluidelor fără viscozitate și reprezintă o consecință a conservării masei, momentului și energiei în cadrul ecuațiilor Navier–Stokes.

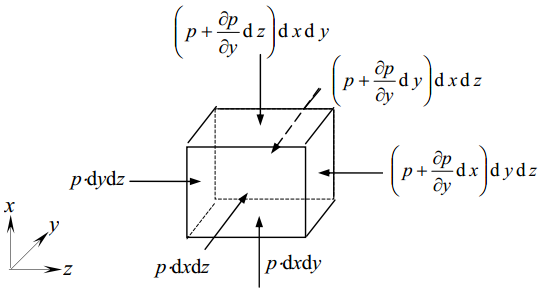
Element de fluid sub acțiunea forțelor de suprafață

Pentru obținerea acestor ecuații, se va considera un o element de fluid paralelipipedic de masă dm.
Aceasta se află în echilibru dinamic sub acțiunea forței de inerție și a forțelor exterioare:
{\displaystyle dm\cdot {\vec {a}}=d{\vec {F}}_{m}+d{\vec {F}}_{s},}
unde
{\displaystyle d{\vec {F}}_{m}={\vec {f}}_{m}\cdot dm}
este forța masică, {\displaystyle {\vec {f}}_{m}(X,Y,Z)} fiind forța masică unitară.
Componentele masice sunt:
{\displaystyle {\begin{cases}dF_{m_{x}}=X\cdot \rho \cdot dx\cdot dy\cdot dz\\dF_{m_{y}}=Y\cdot \rho \cdot dx\cdot dy\cdot dz\\dF_{m_{z}}=Z\cdot \rho \cdot dx\cdot dy\cdot dz\end{cases}}}
Forțele de suprafață se pot calcula pe fiecare suprafață a elementului de fluid prin produsul dintre valoarea presiunii (considerată constantă pe fiecare față a particulei) și mărimea suprafeței pe care acționează.
Componentele după direcțiile Ox, Oy, Oz ale rezultantei forțelor de presiune {\displaystyle dF_{p}} sunt:
{\displaystyle {\begin{cases}dF_{p_{x}}=p\cdot dy\cdot dz-\left(p+{\frac {\partial p}{\partial x}}\cdot dx\cdot dy\cdot dz\right)=-{\frac {\partial p}{\partial x}}\cdot dx\cdot dy\cdot dz\\dF_{p_{y}}=-{\frac {\partial p}{\partial y}}\cdot dy\cdot dy\cdot dz\\dF_{p_{z}}=-{\frac {\partial p}{\partial z}}\cdot dy\cdot dy\cdot dz\end{cases}}}
Ecuația de mișcare după direcția Ox este:
{\displaystyle {\frac {du}{dt}}=\rho \cdot dx\cdot dy\cdot dz=X\cdot \rho \cdot dx\cdot dy\cdot dz-{\frac {\partial p}{\partial x}}\cdot dx\cdot dy\cdot dz.}
Analog se obțin ecuațiile după direcțiile Oy și Oz.
Se împart aceste ecuații la masa elementului de fluid {\displaystyle dm=\rho \cdot dx\cdot dy\cdot dz\neq 0} și ținând cont de derivatele substanțiale ale vitezelor, obținem ecuațiile lui Euler pentru dinamica fluidelor reale:

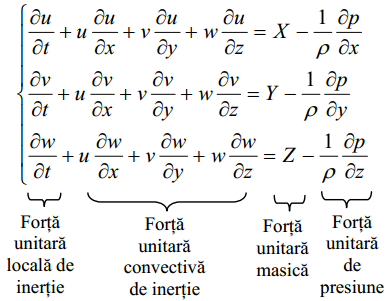